# Anduril Industries

Anduril Ind

ustries, Inc. és una empresa nord-americana de tecnologia de defensa especialitzada en sistemes autònoms. Va ser cofundada el 2017 per l'inventor i empresari Palmer Luckey i altres. Anduril té com a objectiu vendre al Departament de Defensa dels EUA, incloent intel·ligència artificial i robòtica. Els principals productes d'Anduril inclouen sistemes aeris no tripulats (UAS) i counter-UAS (CUAS), sistemes de vigilància autònoms semi-portàtils i programari de comandament i control en xarxa.

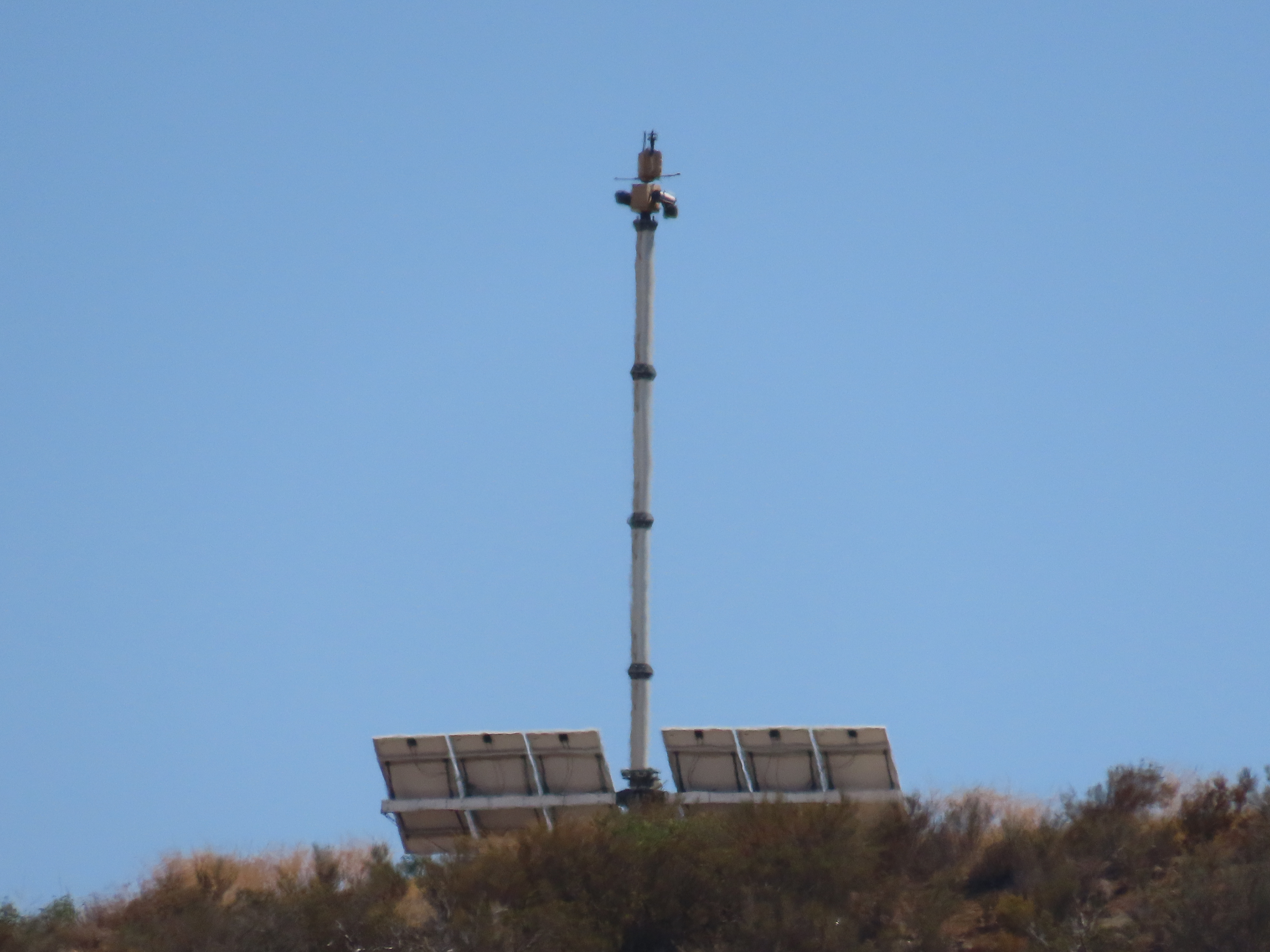
Una torre de vigilància Anduril a Califòrnia

## Rerefons
Joshua Brustein de Bloomberg Businessweek acredita a Palantir Technologies, una empresa d'anàlisi de dades que contracta amb agències d'intel·ligència, per ajudar a establir relacions governamentals més obertes amb startups per a contractes militars. Palantir va demandar l'exèrcit nord-americà el 2016 "per negar-se a considerar-ho per un gran contracte d'intel·ligència" i, després de guanyar el cas, va guanyar el contracte per un valor de fins a 800 milions de dòlars.
A partir del 2024, SpaceX i Palantir eren els únics altres "unicorns de defensa", startups valorades més de mil milions de dòlars. Igual que Palantir, SpaceX havia demandat a la Força Aèria dels EUA el 2014 pel "dret a competir", després que l'United Launch Alliance (ULA) s'hagués adjudicat contractes de llançament d'una font única. El 2015, el secretari de Defensa, Ashton Carter, va prendre mesures per enviar més contractes governamentals a empreses de defensa "no tradicionals".

## Història
Anduril Industries rep el nom d'Andúril, l'espasa fictícia d'Aragorn de El Senyor dels Anells. Traduït de la llengua construïda de les novel·les quenya, el nom significa Flama d'Occident.
El juny de 2023, Anduril va adquirir l'empresa de motors de coets Adranos, donant-li accés a la tecnologia per desenvolupar motors de coets sòlids per a míssils i llançament espacial. El setembre de 2023, Anduril va adquirir el desenvolupador d'avions autònoms amb seu a Carolina del Nord, Blue Force Technologies. El setembre de 2023, els enginyers d'Anduril van provar una ogiva viva a l'Altius-700M. Anduril va dir que el "sistema era precís i eficaç contra l'objectiu escollit".
El gener de 2024, Anduril va ser un dels cinc proveïdors contractats per la Força Aèria dels EUA per al desenvolupament d'avions de combat col·laboratius. L'abril de 2024, la Unitat d'Innovació de Defensa de l'Exèrcit dels EUA va seleccionar Anduril per desenvolupar un marc de programari per a càrregues útils de vehicles de combat robòtics. A l'agost, Anduril va recaptar mil milions en finançament de la sèrie F liderats per Founders Fund i Sands Capital, valorant la companyia en 14.000 milions de dòlars. Els ingressos van ser per establir instal·lacions de fabricació de sistemes d'armes autònoms.

## Productes

### Altius
Altius (Agile Launched, Tactically-Integrated Unmanned System) és una sèrie de vehicles aeris no tripulats llançats per tubs d'ala fixa desenvolupats per Area-I, una filial amb seu a Atlanta que Anduril va adquirir l'abril de 2021. Altius 600 accepta una càrrega útil modular al morro. Es pot llançar des de diferents llançadors i plataformes, inclosos els avions C-130, els UH-60 Blackhawks i diversos vehicles terrestres, així com els UAV més grans, com ara el MQ-1C Grey Eagle i el Kratos XQ-58 Valkyrie stealth UCAV.

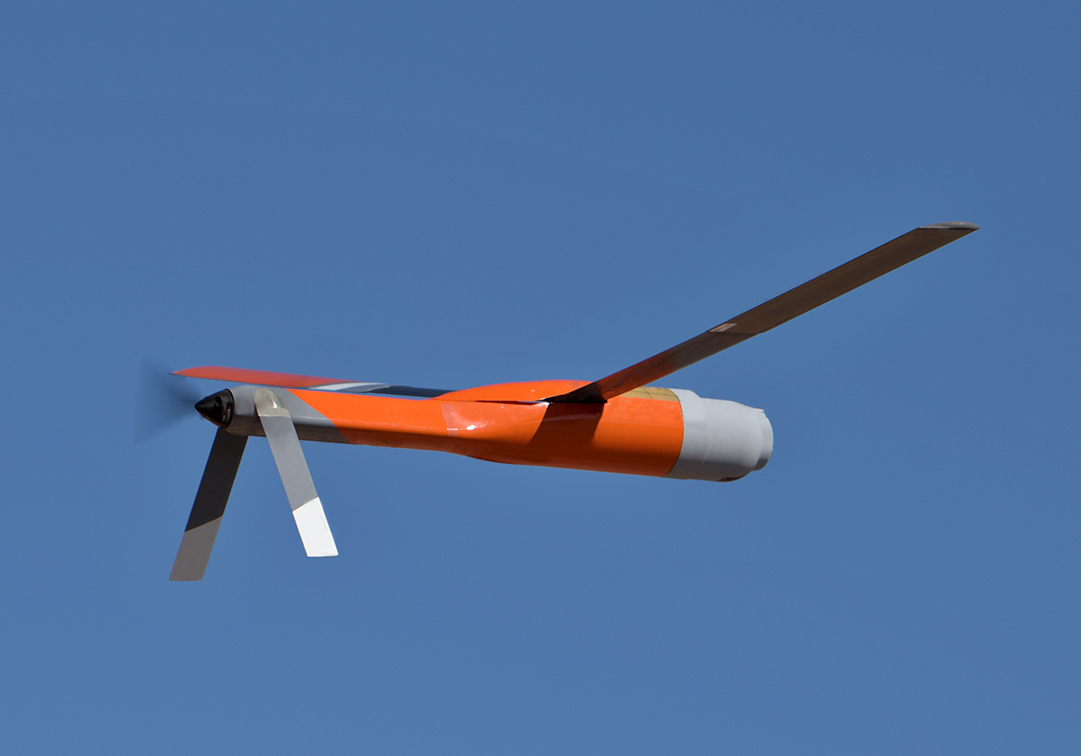
Un sistema aeri no tripulat llançat per tub Anduril/Area-I ALTIUS-600 en vol

### Anvil
Enclusa, també conegut com a Interceptor, és un quadcopter de vehicles aeri de combat no tripulat dissenyat principalment per atacar altres vehicles aeris no tripulats. Després del llançament, Anvil localitza els drons objectiu mitjançant la visió per ordinador,  i el seu operador pot ordenar que penetrin objectius. Segons els informes, el drone pot arribar a velocitats de fins a 200 mph (320 km/h). Anduril està desenvolupant versions per atacar objectius més grans com helicòpters o míssils de creuer. L'enclusa es pot integrar al sistema Lattice d'Anduril.

### Dive-LD
Dive-LD és un vehicle submarí autònom (AUV) dissenyat per Dive Technologies, amb seu a Boston, que va ser adquirit per Anduril el febrer de 2022. Està pensat per al seu ús en prospeccions, inspeccions i ISR de litorals i aigües profundes. El maig de 2022, Anduril va anunciar que la Royal Australian Navy va signar un contracte de 100 milions de dòlars per desenvolupar i construir tres vehicles submarins autònoms extragrans (XL-AUV).

### Dust
La pols és de 4-lliura (1.8 kg) sensor terrestre dissenyat per detectar persones i objectes en zones amb una línia de visió limitada, com ara petits passadissos que les Sentry Towers properes no poden observar. La pols s'alimenta amb una bateria a bord que proporciona dos mesos de vida útil o un panell solar extern.

### Ghost
Ghost és un vehicle aeri no tripulat. El nom indica la seva signatura acústica, suposadament tranquil·la, i la seva capacitat per evitar la detecció. Els fantasmes 1, 2 i 3 s'han utilitzat en operacions militars. La informació sobre ells no s'ha fet pública.

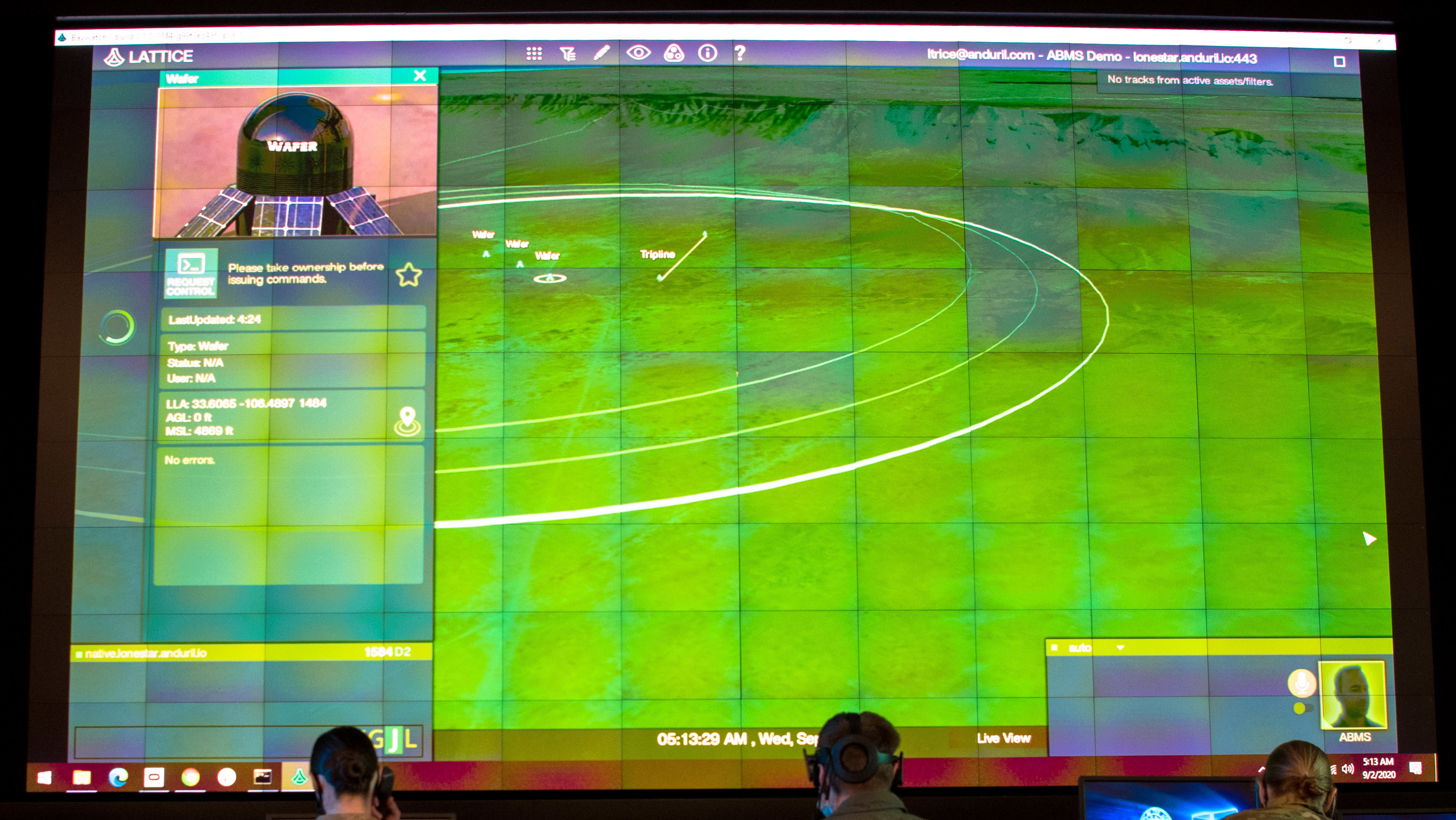
Lattice en una prova de camp del 2020 del sistema avançat de gestió de batalles

### Lattice
Lattice és una plataforma de programari que utilitza la intel·ligència artificial per classificar objectes fusionant dades de sensors diferents, incloses les plataformes Anduril i les de tercers. La gelosia s'ha utilitzat per controlar l'equip Anduril per a la vigilància de les fronteres nacionals i la base militar.